# Acessórios para PlayStation 3
Vários acessórios para o console de videogame PlayStation 3 foram produzidos pela SONY. Estes incluem controladores, dispositivos de entrada de áudio e vídeo, como microfones e câmeras de vídeo, e cabos para melhor qualidade de som e imagem.

## Periféricos de controle

### Sixaxis

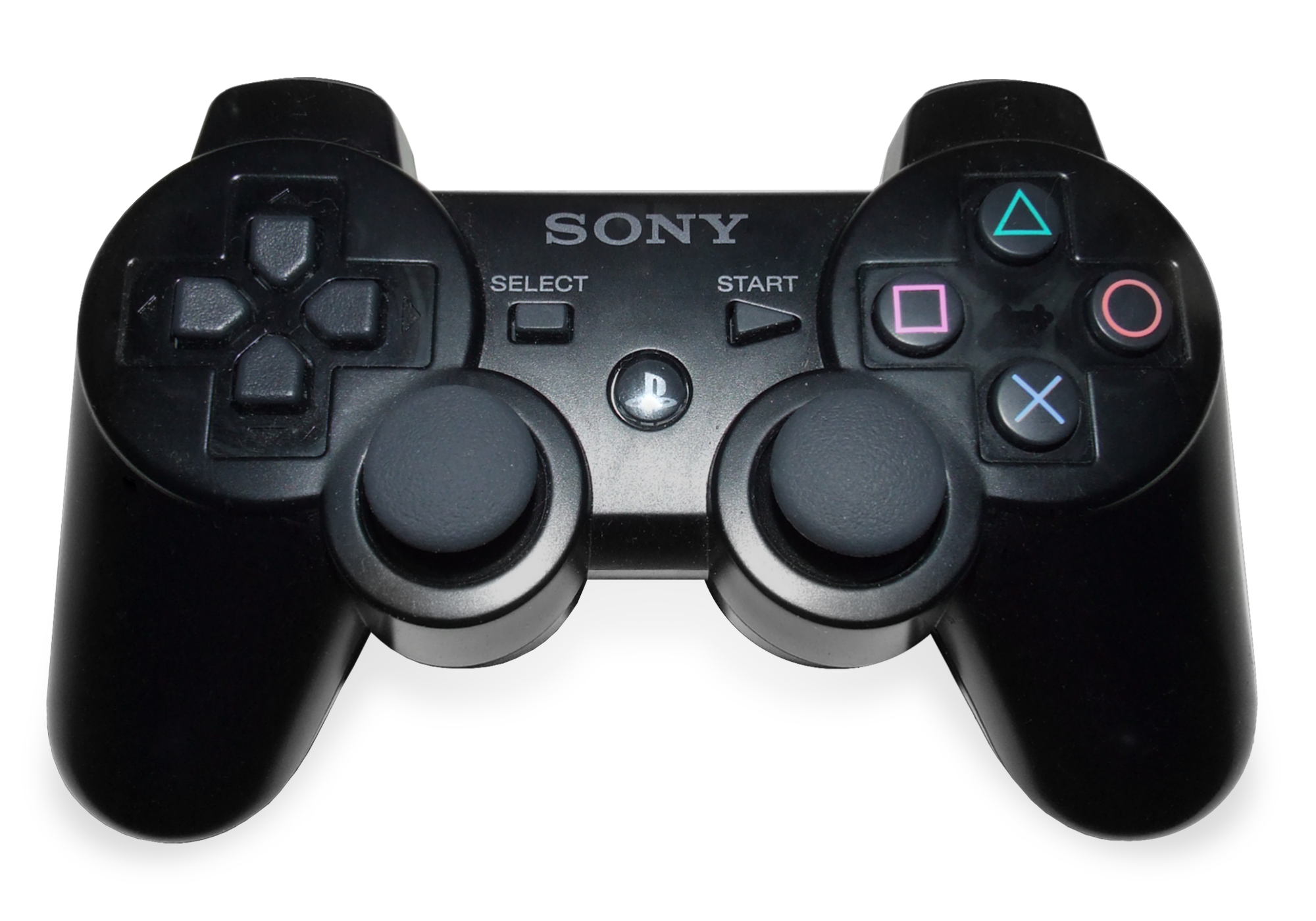
O controlador sem fio Sixaxis do PlayStation 3

Revelado inicialmente na E3 de 2006 e disponibilizado para varejo em 11 de novembro de 2006, o Controlador Sem Fio Sixaxis (SCPH-98040/CECHZC1) (marca registrada "SIXAXIS") foi o controlador sem fio oficial para o PlayStation 3 da Sony, até ser sucedido pelo DualShock 3. No Japão, controladores Sixaxis individuais estavam disponíveis para compra simultaneamente ao lançamento do console. Todos os controladores Sixaxis, com exceção daqueles vendidos em conjunto com o console foram vendidos sem um cabo USB para mini USB. Além de referir-se ao controlador individual, "Sixaxis" também é utilizado para referir-se ao recurso de sensor de movimento utilizado tanto no controlador Sixaxis quando no DualShock 3 do PlayStation 3. A palavra "Sixaxis" (contração da palavra em inglês “seis eixos” de seus movimentos direcionais) é um palíndromo.  Os controladores Sixaxis, assim como seus sucessores, o DualShock 3, também podem ser utilizados no PSP Go, já que ambos utilizam Bluetooth (requer um sistema PlayStation 3 para registrar o PSP com o controlador).
Seu design é uma evolução ao controlador DualShock 2 (DS2) do PlayStation 2, mantendo seus botões sensíveis a pressão, leiaute e forma básica com algumas mudanças notáveis. Mais notavelmente ele é um controlador sem fio que utiliza o padrão Bluetooth para comunicação, embora possa também funcionar como um controlador com fio ao ser ligado em um cabo USB. Ele também apresenta tecnologia de sensoriamento de movimento, permitindo aos jogadores controlar os jogos simplesmente movendo o controlador. Diferente do DS2, ele não apresenta motores de vibração, com a Sony declarando que eles poderiam interferir na sensibilidade do movimento. No entanto, estes foram mais tarde adicionados ao seu sucessor, o DualShock 3, que também apresenta o sensor de movimentos Sixaxis. Os botões L2 e R2 sensíveis a pressão do DualShock 2 foram substituídos por gatilhos analógicos e a precisão das alavancas analógicas foi aumentada de 8-bit para 10-bit. No lugar do botão “Analog” no DS2 está um “PS”, ou “Home”, rotulado com o logotipo do PlayStation, o qual permite o acesso ao menu do sistema. O gabinete também está ligeiramente maior para acomodar a bateria interna utilizada para alimentar o controlador. Comparado com o DualShock 2, o gabinete do Sixaxis é ligeiramente alargado na parte inferior do controlador, a fim de acomodar uma bateria interna. O Sixaxis é construído ligeiramente de plástico translúcido em vez de plástico opaco utilizado no DualShock 2 (e posteriormente DualShock 3).

### DualShock 3

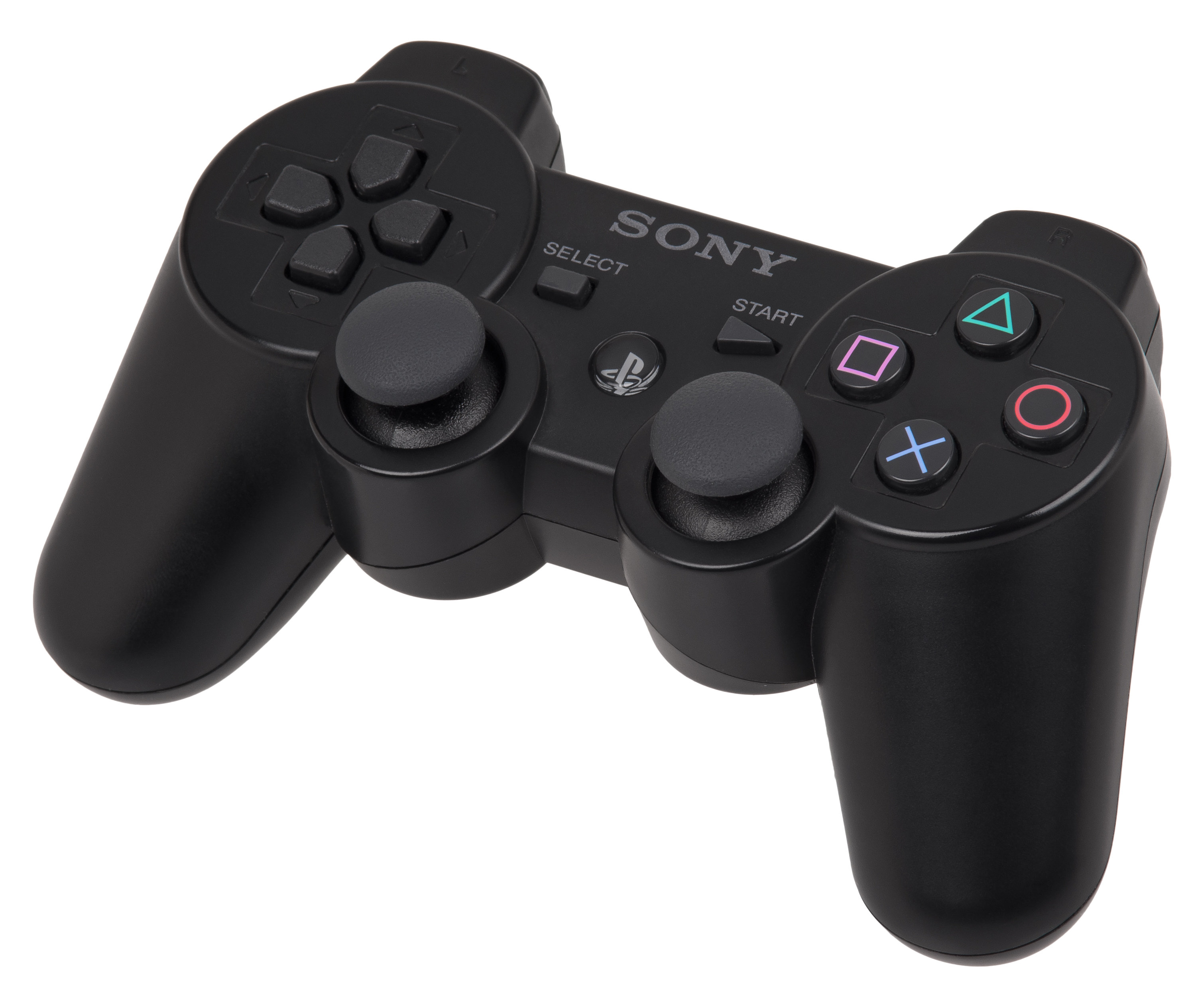
Um controlador DualShock 3

Substituindo o Sixaxis como o controlador padrão do PlayStation 3, o DualShock 3 (SCPH-98050/CECHZC2, marca registrada "DUALSHOCK 3") apresenta os mesmos recursos e design (incluindo a sensibilidade de movimento "Sixaxis"), mas com capacidade de retorno por vibração.
Cosmeticamente o DualShock 3 é praticamente idêntico ao Sixaxis, sendo as únicas diferenças o logotipo "DUALSHOCK 3" impresso na parte superior (com o rótulo original "SIXAXIS" movido para baixo) e seu corpo feito de plástico opaco ao invés do plástico levemente transluzente utilizado no Sixaxis. O recurso de vibração não interfere com a função de sensibilidade de movimento e ambas as funções podem ser utilizadas de uma só vez. Assim como o Sixaxis, ele é um controlador sem fio com uma porta mini-USB na traseira utilizada para o carregamento, assim como jogar durante o carregamento.
Lançado juntamento com novos modelos do PlayStation 3 no Japão em 11 de janeiro de 2008, o DualShock 3 foi disponibilizado inicialmente nas cores Preto e Branco Cerâmica, combinando com as opções de cores dos novos modelos do console. Em 6 de março, um DualShock 3 Prata Acetinado foi lançado no Japão, novamente concomitante com uma nova cor de console. Um DualShock 3 Preto foi lançado nos Estados Unidos em 2 de abril e na Europa em 2 de julho. Em 30 de outubro de 2008, o DualShock 3 tornou-se o controlador padrão embalado com o console PlayStation 3, iniciando com o modelos de 80GB (sem retrocompatibilidade com PS2).

### Teclado sem fio

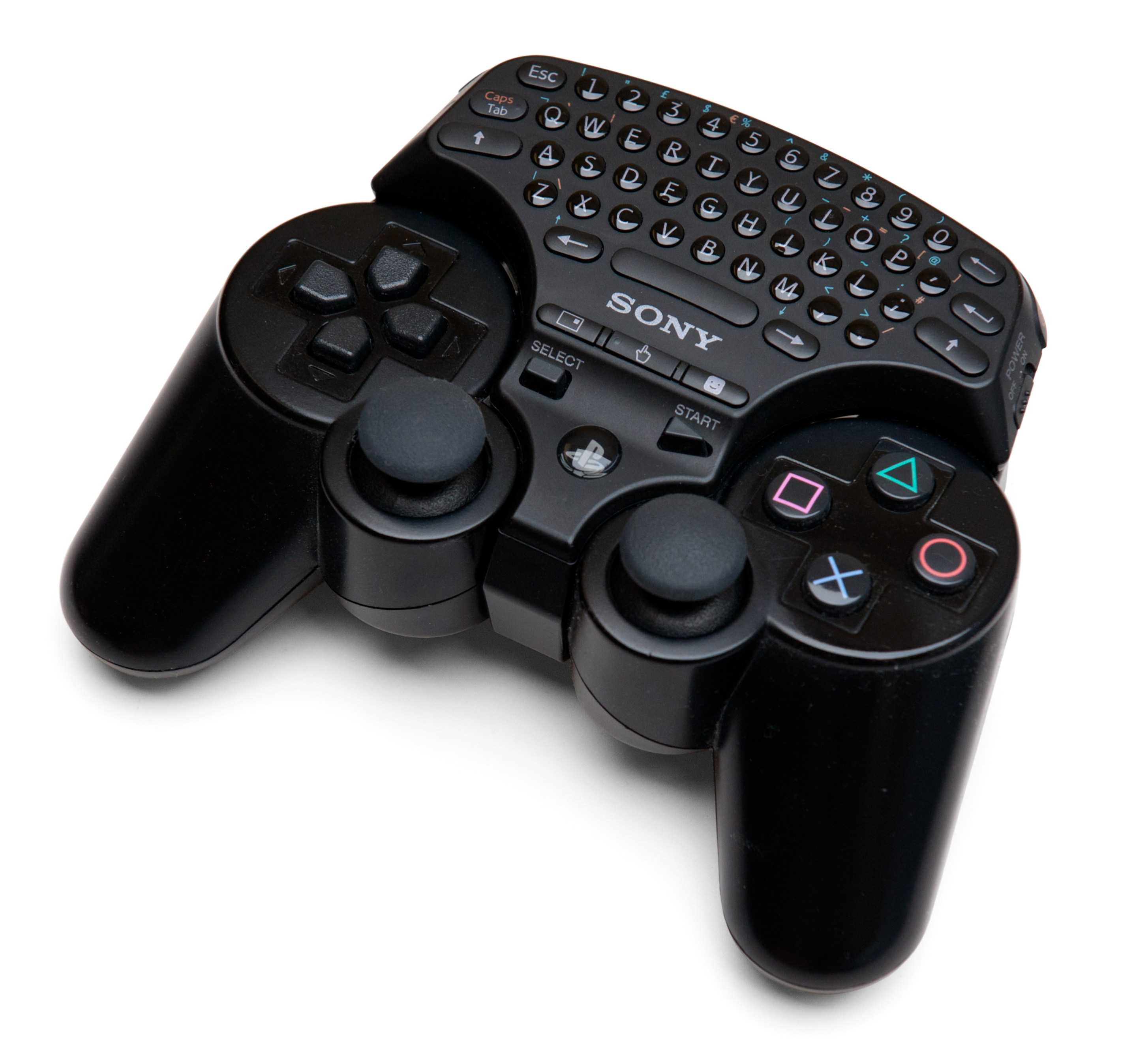
O Teclado Sem Fio do PlayStation 3 (leiaute UK) preso a um controlador DualShock 3

O periférico teclado sem fio (CECHZK1x, onde x é um código regional) foi lançado na Europa em 28 de novembro de 2008, no começo de dezembro de 2008 na América do Norte e ao Japão no final de 2008. Assim como funcionar como um teclado, ele possui um botão touchpad (rotulado com um mão apontando, similar ao ponteiro utilizado em um navegador da web), o qual permite que a superfície do teclado seja utilizada como um touchpad e, assim, permitindo que os usuário movam o ponteiro ao deslizar seus dedos em volta da superfície do teclado. Quando no modo touchpad, os botões esquerdo e direito agem como os botões esquerdo e direito do mouse, respectivamente.
Embora seja desenhado para ser preso diretamente ao controlador, o teclado possui uma bateria interna e um conexão Bluetooth independente, não conectando-se ao controlador eletronicamente de maneira nenhuma, o que significado que ele pode funcionar separadamente do controlador. O teclado deve ser primeiramente conectado ao PlayStation 3 através de um cabo USB mini-B para USB-A ou colocado em modo de descoberta Bluetooth (ao pressionar o teclado modificador "azul" ao ligar o dispositivo) para que ele possa ser pareado e subsequentemente utilizado. O modo de descoberta também pode ser utilizado para parear o teclado com outros dispositivos Bluetooth compatíveis, como computadores e telefones celulares, onde ele funcionaram tanto como um teclado como um touchpad (quando compatível com o dispositivo hospedeiro). O teclado também apresenta dois botões de atalho, permitindo que o usuário pule para a tela "Friends" e "Message Box" na XMB durante a reprodução de um jogo.

## Periféricos de audiovisual

### PlayStation Eye

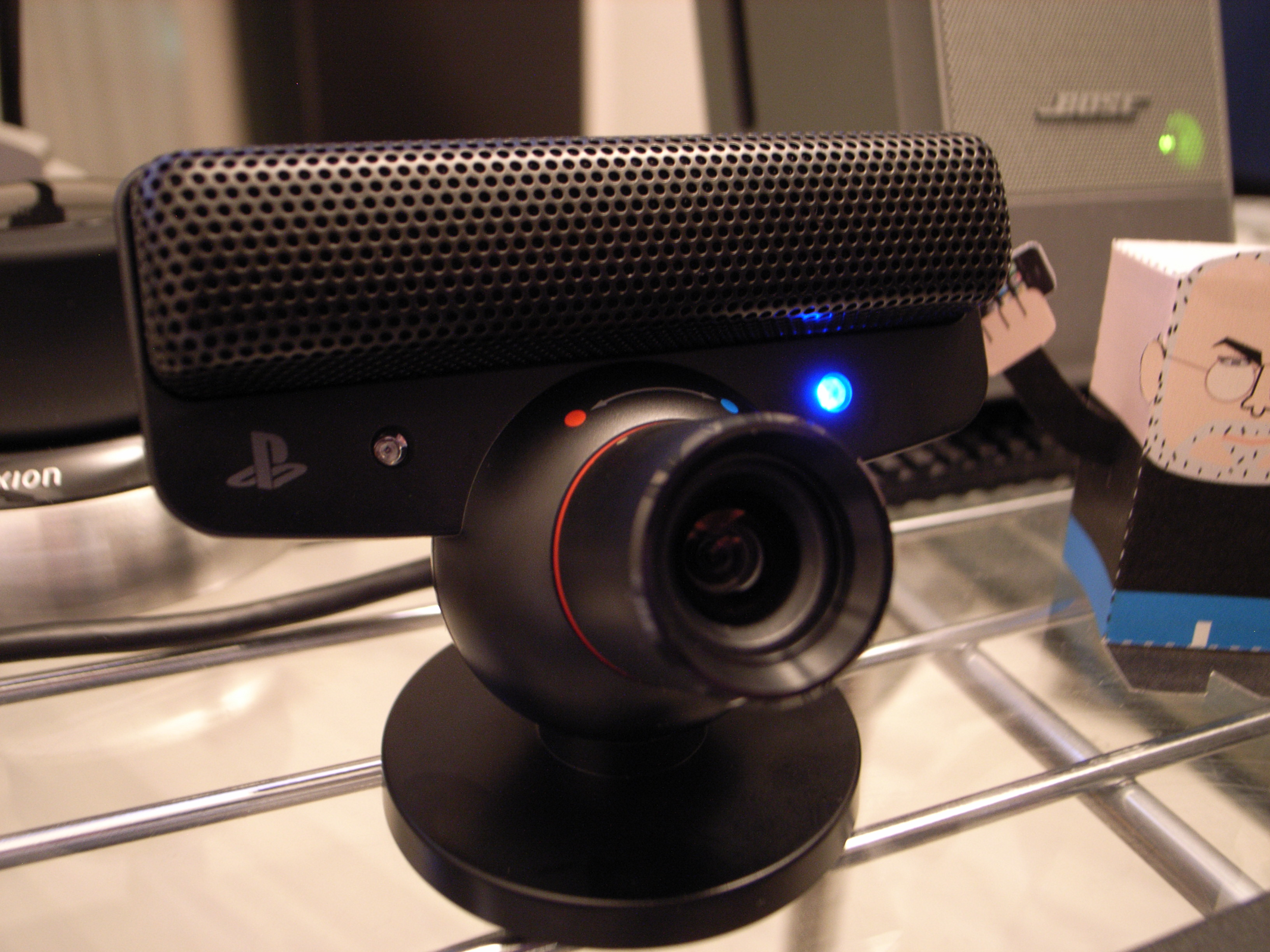
Câmera USB PlayStation Eye.

O PlayStation Eye é uma versão atualizada da webcam USB EyeToy projetada para o PlayStation 3. Ela não funciona com jogos EyeToy do PlayStation 2, mas o PlayStation 3 suporta o EyeToy do PlayStation 2, utilizando seus recursos de câmera e microfone. Uma atualização de firmware habilita o PlayStation 3 a suportar todas as webcams USB que utilizam-se da Classe de Vídeo USB.

### Cabos AV

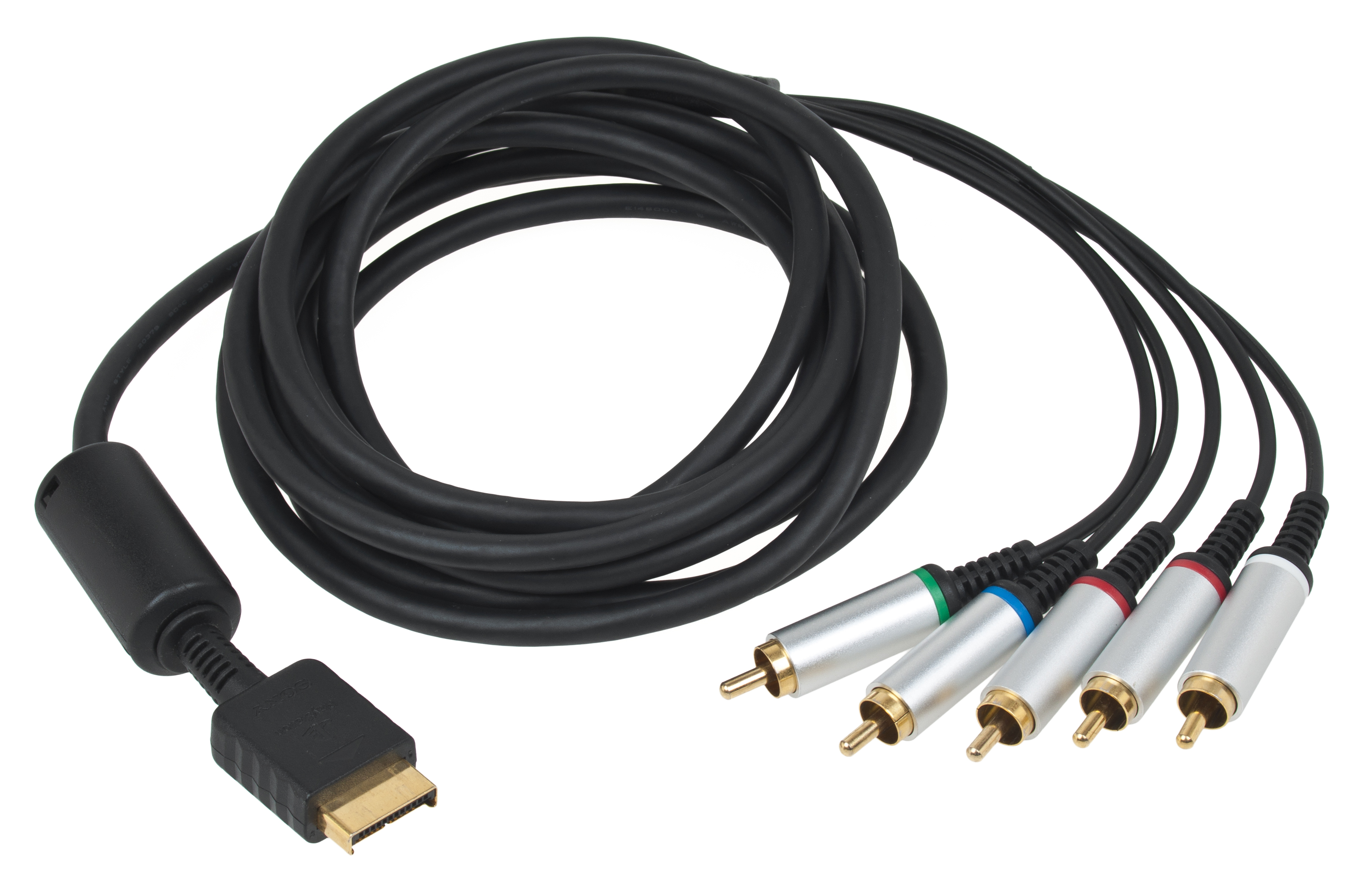
Cabo componente (YP_{B}P_{R}), o qual ofereçe áudio estéreo analógico e vídeo componente analógico a partir de 480i até 1080p em dispositivos compatíveis.

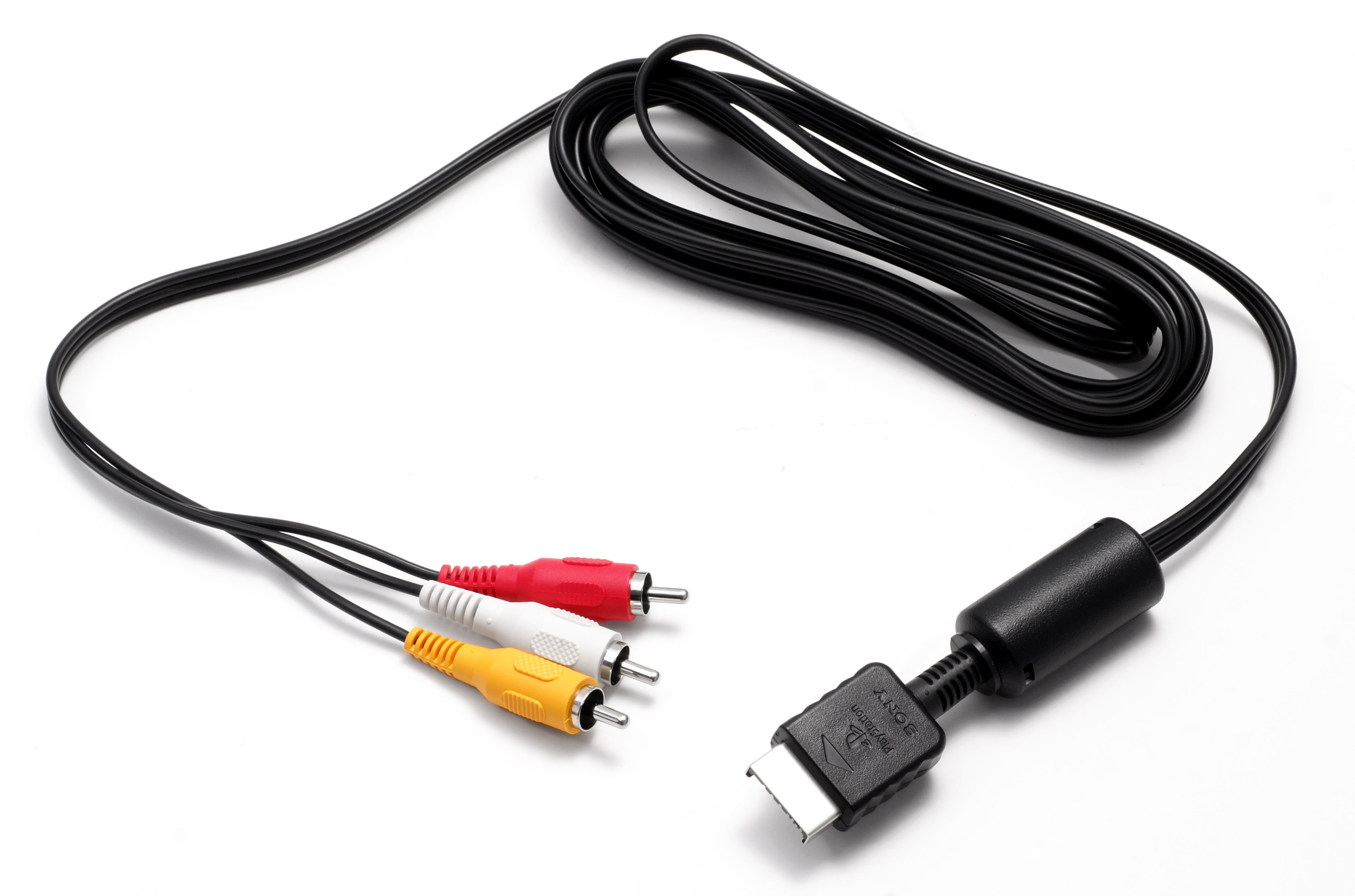
Cabo AV (áudio estéreo / vídeo composto) de entrada para exibição em definição padrão e som 2.0 canais (vídeo e áudio analógicos).

Tanto os cabos HDMIs oficiais quanto os de terceiros são compatíveis. Para vídeo analógico, cabos AV D-Terminal (apenas no Japão) e componentes (YPBPR) oficiais estão disponíveis. Todos os cabos moduladore RF, compostos, S-Video, RGB SCART e componente YPBPR para PlayStation e PlayStation 2 são compatíveis com o PlayStation 3, pois utilizam a mesma porta "A/V Multi Out".
No quesito áudio, cabos AV conectados à "saída A/V Multi" permitem 2.0 canais (estéreo), já a "saída Digital" óptica (TOSLINK) permite tanto 2.0 canais (LPCM) quanto 5.1 canais (Dolby Digital e DTS) e a "saída HDMI" (Ver.1.3) suporta 2.0, 5.1 e 7.1 canais (vários formatos).
Unidades vendidas em regiões NTSC são compatíveis com NTSC SD/ED, 720p, 1080i e 1080p, enquanto que aqueles disponíveis em regiões PAL são compatíveis com PAL SD/ED, 720p, 1080i e 1080p. Um sistema NTSC (480i/480p) não pode reproduzir jogos e DVDs PAL (576i/576p) (DVD-Video/DVD-Audio) - no entanto, unidades PAL podem exibir DVDs NTSC "All Region". Este bloqueio regional não afeta a saída HD (720p/1080i/1080p) - exceto para filmes Blu-ray.

#### Linha HD
- Cabo HDMI: 1080p (HD), 1080i (HD), 720p (HD), 576p (PAL ED), 480p (NTSC ED), 480i (NTSC SD)
- Cabo D-Terminal (Ｄ端子) (SCPH-10510) Mercado japonês

D5: 1080p (HD), 720p (HD), 480p (NTSC ED) /480i (NTSC SD)
D4: 720p (HD), 480p (NTSC ED) /480i (NTSC SD)
D3: 1080i (HD), 480p (NTSC ED) /480i (NTSC SD)
D2: 480p (NTSC ED) /480i (NTSC SD)
D1: 480i (NTSC SD)
- Cabo AV Componente (YPBPR) (SCPH-10490): 1080p (HD), 1080i (HD), 720p (HD), 576p (PAL ED) /576i (PAL SD), 480p (NTSC ED) /480i (NTSC SD)

#### Linha SD
- Cabo RGB SCART (Péritel): 576i (PAL SD), 480i (NTSC SD) Mercado europeu
- Cabo AV Multi (AVマルチ): 480p (NTSC ED) /480i (NTSC SD) Mercado japonês
- Cabo S-Video (SCPH-10480): 576i (PAL SD), 480i (NTSC SD)
- Cabo AV (Vídeo composto) (SCPH-10500) (vendido com todos os sistemas): 576i (PAL SD), 480i (NTSC SD)